# Iveta Radičová
Iveta Radičová (Bratislava, 7 december 1956) is een Slowaaks politica. Tussen 2010 en 2012 was zij de eerste vrouwelijke minister-president van Slowakije. Radičová is lid van de Slowaakse Democratische en Christelijke Unie-Democratische Partij (SDKÚ-DS).

## Persoonlijk leven
Radičová werd geboren in Bratislava. Ze heeft een dochter en is de weduwe van Stano Radič, een bekende Slowaakse komiek en acteur, die overleed in 2005.

## Academische carrière
Radičová studeerde van 1975 tot 1979 sociologie aan de Comenius Universiteit in Bratislava en voltooide haar postdoctorale studies aan de Universiteit van Oxford in 1990. Ze is professor in de sociologie geweest aan de Comenius Universiteit en stond aan het hoofd van het Instituut voor Sociologie aan de Slowaakse Academie van Wetenschappen.

## Politieke carrière
Radičová begon haar politieke carrière in 1990 als lid van de beweging 'Publiek tegen geweld' (Slowaaks: Verejnosť proti násiliu) en werd later vicevoorzitter van de liberaal-conservatieve Slowaakse Democratische en Christelijke Unie–Democratische Partij (SDKU-DS). In
2005 en 2006 was zij minister van Arbeid, Sociale en Familiezaken in de centrumrechtse regering van de toenmalige premier Mikuláš Dzurinda. Na de Slowaakse parlementsverkiezingen van 2006 kwam Radičová als lid van de oppositie in het Slowaakse parlement.
In 2009 was Radičová de kandidaat van de oppositiepartij SDKU-DS bij de Slowaakse presidentsverkiezingen; haar kandidatuur werd ook gesteund door de conservatieve Christelijke Democratische Beweging (KDH) en de Hongaarse Coalitiepartij SMK-MKP. In de eerste ronde van deze verkiezingen op 21 maart 2009 kreeg Radičová het verrassende percentage van 38% van de stemmen; ze kwam hiermee op de tweede plaats na de zittende president Ivan Gašparovič. Radičová werd in de tweede ronde van deze verkiezingen op 4 april 2009 verslagen door Gašparovič; zij kreeg toen bijna 44,5% van de stemmen.
Kort na het verliezen van de presidentsverkiezingen raakte Radičová in opspraak doordat zij, in strijd met de voorschriften, een stem had uitgebracht voor een afwezig lid van haar partij. Als gevolg van deze controverse gaf Radičová op 23 april 2009 haar parlementszetel op.

## Minister-president
Begin 2010 werd Radičová in een rechtstreekse verkiezing gekozen als leider van de SDKU-DS voor de parlementsverkiezingen van dat voorjaar. Ze versloeg hierbij de voormalige minister van Financiën Ivan Mikloš. In de verkiezingscampagne legde haar partij de nadruk op fiscale discipline en beloofde de economie te versterken nadat in 2009 deze met 4,7% achteruit was gegaan.
Bij de parlementsverkiezingen van 12 juni 2010 werd de SDKU-DS van Radičová tweede met 15,42% van de stemmen, ver na de centrumlinkse Smer-partij van de zittende premier Robert Fico, die 34,79% van de stemmen kreeg. Fico's coalitiepartners, de ultranationalistische Slowaakse Nationale Partij en de nationaal-conservatieve Volkspartij - Beweging voor een Democratisch Slowakije (HZDS), behaalden echter een slecht verkiezingsresultaat; de HZDS kreeg zelfs in het geheel geen zetels in het parlement. Als gevolg hiervan kon een coalitie van de vier centrumrechtse oppositiepartijen - de liberale Vrijheid & Solidariteit (SaS), de Christelijke Democratische Beweging (KDH), de etnisch-Hongaarse Most–Híd partij, en Radičová's SDKU-DS - een meerderheid in het parlement vormen met 79 van de 150 zetels. Nadat gebleken was dat Fico geen nieuwe regering kon vormen, vroeg president Ivan Gašparovič op 23 juni 2010 aan Radičová om hiertoe een poging te doen, die succes had. Op 8 juli 2010 werd Radičová geïnstalleerd als eerste vrouwelijke premier van Slowakije.
Radičová beloofde dat haar nieuwe regering zou bezuinigen op de uitgaven om het overheidstekort terug te brengen zonder de belastingen te hoeven verhogen. Zij verklaarde: "Wij zijn bereid om de verantwoordelijkheid voor het land te aanvaarden op een tijdstip dat het een antwoord moet zien te vinden op de gevolgen van de diepe economische crisis en de onverantwoordelijke besluiten van onze politieke voorgangers". Ze zei ook dat Slowakijes garantiebijdrage van 4,5 miljard euro aan het Europese Stabiliteitsfonds exorbitant hoog was, maar ze verklaarde ook dat ze de goedkeuring van dit plan door de EU niet zal blokkeren. Wel zou ze proberen opnieuw te onderhandelen over de bijdrage van haar land voor dit fonds. Haar nieuwe regering streefde er, via coalitiepartner Most–Híd, verder naar om de banden met Hongarije weer aan te halen; deze waren eerder ernstig verstoord door het aannemen van voor de Hongaren bezwarende taal- en burgerschapswetten.
In oktober 2011 verbond Radičová haar politieke lot aan een stemming in het Slowaakse parlement over uitbreiding van het Europees noodfonds. Nadat een van de coalitiepartners zich van stemming had onthouden, en de sociaaldemocratische oppositie tegen had gestemd, viel het kabinet-Radičová op 11 oktober. Op 10 maart 2012 werden er nieuwe parlementsverkiezingen gehouden, waarbij de Smer-partij van Radičová's voorganger Robert Fico een absolute meerderheid wist te verwerven. Op 4 april 2012 nam Fico het premierschap weer over van Radičová.